# Řád sv. Jiří (Hannoversko)
Řád svatého Jiří (německy St. Georgs-Orden) byl hannoverský řád. Založil ho hannoverský král Ernst August I. jako domácí rodinný řád v jediné třídě. Byl určen členům vlastního rodu a vynikajícím osobnostem šlechtického původu. Řád zanikl anexí Hannoverska Pruskem roku 1866.

## Vzhled řádu
Odznakem je osmihrotý zlatý kříž maltézského typu s modrým smaltovaním a zlatými kuličkami na hrotech kříže. Mezi jednotlivými rameny kříže se nacházejí zlatí lvi. Ve středovém medailonu je vyobrazena postava svatého Jiří na koni v souboji s drakem. Na zadní straně je pak iniciála zakladatele E A R (Ernst August Rex / Ernst August král). Kříž je převýšen korunou.
Hvězda je stříbrná osmicípá se středovým medailonem se svatojiřskou scénou uprostřed. Kolem tohoto středu se vine latinský nápis ve zlatě NUNCAM RETROSUM (Nikdy vzad) na modrém smaltovém podkladu.
Barva velkostuha je červená.

## Třídy a způsoby nošení
Řád se uděloval v jedné jediné třídě.